# Будилник народне просвете
Будилник народне просвете је просветно-педагошки часопис који је излазио у Београду. Уредник и издавач часописа био је Сергије Николић, професор права и ректор Лицеја, као и Велике школе у Београду.

## Историјат
Издавач и уредник Будилника народне просвете Сергије Николић био је члан Друштва српске словесности у коме се залагао за унапређење српске просвете и културе. У складу са тим тежњама он је 1851. године покренуо Будилник народне просвете који је изашао у само једном броју.

## Периодичност излажења
Изашао је само један број.